# Dindica purpurata
Dindica purpurata là một loài bướm đêm trong họ Geometridae.